# بطولة أمم أوقيانوسيا لكرة السلة 1983
بطولة أمم أوقيانوسيا لكرة السلة 1983 أقيمت في نيوزيلندا. بمشاركة فريقين. فازت أستراليا بالبطولة للمرة الـ 6.

## الفرق التي لم تشارك
| - ساموا الأمريكية - جزر كوك - ميكرونيسيا - فيجي - غوام - كيريباتي - جزر مارشال - ناورو - كاليدونيا الجديدة | - جزيرة نورفولك - جزر ماريانا الشمالية - بالاو - بابوا غينيا الجديدة - ساموا - جزر سليمان - تاهيتي - تونغا - توفالو - فانواتو |

## النتائج
| 30 أغسطس |                                | أستراليا | 89–52 | نيوزيلندا |  |  |
| 30 أغسطس | النقاط حسب النصف: 37-22، 52-30 |          |       |           |  |  |

| 3 سبتمبر |                                | أستراليا | 87–76 | نيوزيلندا |  |  |
| 3 سبتمبر | النقاط حسب النصف: 48-36، 39-40 |          |       |           |  |  |

## جوائز
| البطل                |
| -------------------- |
| · أستراليا · للمرة 6 |